# Tupolev PAK DA
PAK DA (hay PAK-DA) là một thiết kế máy bay ném bom chiến lược thế hệ tiếp theo của Nga, do Viện thiết kế Tupolev phát triển. PAK DA là từ viết tắt của Перспективный авиационный комплекс дальней авиации trong tiếng Nga (Perspektivnyi Aviatsionnyi Kompleks Dalney Aviatsyi) nghĩa là Tổ hợp hàng không tương lai cho Không quân tầm xa. PAK DA được thiết kế làm máy bay ném bom chiến lược tàng hình, dự kiến sẽ đưa vào phục giai đoạn 2025–30. Năm 2012 Nga tuyên bố chiếc đầu tiên sẽ được giao vào năm 2020  nhưng tiến độ hoàn thành máy bay ném bom tàng hình tương lai PAK DA của không quân Nga đang bị phàn nàn là quá chậm chạp và tụt lại phía sau Mỹ, Trung Quốc một khoảng cách rất xa. Thứ trưởng Bộ Quốc phòng và hiện là Phó Thủ tướng Nga, ông Yuri Borisov nói rằng máy bay ném bom chiến lược mới có thể cất cánh vào năm 2025 - 2026 và đi vào sản xuất hàng loạt trong giai đoạn 2028 hoặc 2029.
Dự kiến PAK DA sẽ ra mắt vào năm 2027, trọng lượng cất cánh tối đa khoảng 110 tấn. Máy bay sẽ có phạm vi hoạt động 12.000 km và có tốc độ cận âm.

## Máy bay tương tự
Dự án PAK DA đã được đề cập từ cuối những năm 1990 và việc tài trợ cho chương trình bắt đầu vào năm 2008 Bộ Quốc phòng Nga chỉ mới phê duyệt thiết kế sơ bộ của máy bay PAK DA và dự kiến mốc thời gian sản xuất hàng loạt sẽ chỉ diễn ra vào cuối năm 2027. Nga dự định PAK DA sẽ trở thành đối thủ của B-2 Spirit và máy bay sẽ được sản xuất vào năm 2029.
B-2 được Mỹ chế tạo vào cuối thời kỳ chiến tranh Lạnh B-2 Spirit có thể dội các loại vũ khí hủy diệt vào sâu trong không phận được bảo vệ kiên cố nhất của đối phương, điều này khiến nó trở thành một cỗ máy chiến tranh đáng sợ Năm 2016, Mỹ đã đề xuất để phát triển loại máy bay thế hệ mới B-21 Raider để thay thế B-1 và B-2.  Trong khi PAK DA (Poslanhik) của Nga thậm chí còn chưa ra khỏi giai đoạn mô hình thì đến thời điểm tháng 9/2021 nhà thầu Northrop Grumman đã sản xuất 5 mẫu thử nghiệm B-21 Raider tại cơ sở ở Palmdale, bang California. Những chiếc B-21 đầu tiên dự kiến sẽ đi vào hoạt động trong năm 2025 và sẽ được trang bị tên lửa hành trình tầm xa (LRSO) mang đầu đạn hạt nhân, thay thế tên lửa ALCM đang trở nên lỗi thời.
Một đối thủ khác của PAK DA là máy bay ném bom tàng hình H-20 của Trung Quốc. Không quân Trung Quốc đã công bố dự án máy bay ném bom tàng hình H-20 hồi năm 2016 và có thể sẵn sàng đưa vào hoạt động trong vòng 5 năm. Quân đội Trung Quốc đã bắt đầu tiến hành thử nghiệm máy bay H-20 từ ngày 8/6 đến ngày 22/6 năm 2021 tại căn cứ Không quân Khotan, phía nam khu tự trị Tân Cương, cách các khu vực tranh chấp ở biên giới với Ấn Độ chỉ khoảng 250–400 km.